# Terra Indígena Jaraguá
A Terra Indígena Jaraguá é uma terra indígena localizada no sudoeste do estado brasileiro de São Paulo. Regularizada e tradicionalmente ocupada, tem uma área de 1,73 hectare e uma população de 586 pessoas, dos povos Guarani Mbya e Guarani Ñandeva. Situa-se nas bacias hidrográficas do rio Tietê, dentro do bioma Mata Atlântica. É coberta por floresta ombrófila densa (100%).

## História

### Ocupação Tradicional
De acordo com o estudo antropológico de demarcação da Terra Indígena Jaraguá, a ocupação guarani da região remonta a tempos ancestrais e abrange uma vasta extensão geográfica, se estendendo desde a região do atual Paraguai, passando pela área de Misiones (atual Argentina) até o litoral brasileiro, onde se sobrepunha a territórios de outros grupos indígenas falantes de dialetos Tupi.
No período do início da colonização portuguesa, os Guarani ocupavam a porção meridional do atual Estado de São Paulo, tornando-se, posteriormente, o grupo indígena majoritário na então Capitania de São Vicente, principalmente devido às expedições de captura  realizadas pelos bandeirantes paulistas no século XVII.
Simbolicamente, a circulação entre a região central que os Guarani concebiam como o "centro do mundo" (yvy mbyte), correspondente à tríplice fronteira entre Brasil, Paraguai e Argentina, e a região litorânea que eles entendiam como a "extremidade do mundo" (yvy apy), abrangendo toda a mata atlântica costeira, era de extrema importância para o povo Guarani. Essa movimentação entre o interior e o litoral é atestada desde a época da Conquista, evidenciada em documentos históricos que descrevem o Caminho do Peabiru e nos movimentos proféticos em busca da chamada "terra sem mal", estudados pelo etnólogo Curt Nimuendaju.
O território também está relacionado com o aldeamento jesuíta de Barueri, criado ainda no século XVI por José de Anchieta, e destruído pelo bandeirante Raposo Tavares em 1663.

### Ocupação Recente
No início dos anos 1960, ocorreu uma ocupação do território conhecido como Jaraguá, resultando na formação de duas aldeias: Tekoa Ytu e Tekoa Pyau, situadas na região do Jaraguá e pertencentes aos Guarani. Tekoa Ytu foi estabelecida pelo casal Joaquim Augusto Martins e dona Jandira Augusta Venício, juntamente com sua família, enquanto Tekoa Pyau foi liderada pelo cacique José Fernandes, que sentiu uma conexão espiritual com o local sagrado.
As duas aldeias da Terra Indígena do Jaraguá coexistiam em terras contínuas até a construção da Rua Comendador José de Matos na década de 1980, que dividiu o território e provocou trajetórias distintas em termos de regularização fundiária. Tekoa Pyau teve disputas com a família Pereira Leite, que alegava ser proprietária da área, mas os Guarani ocuparam a região devido ao crescimento populacional e a necessidade de encontrar novos locais para sobreviver.

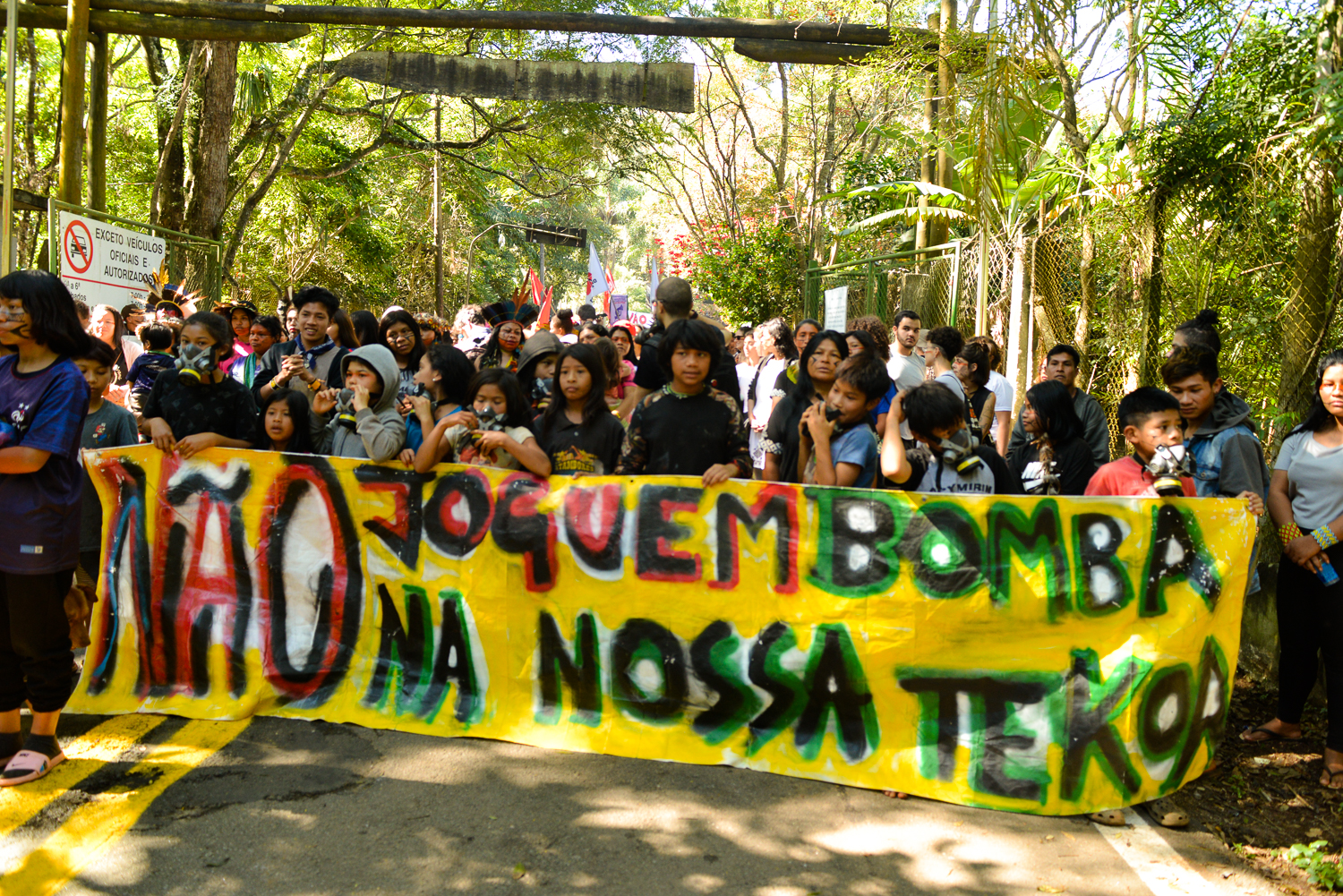
Protesto de indígenas Guarani da Terra Indígena Jaraguá em favor da nova demarcação do território, em 2017.

Na década de 1980, a necessidade de reconhecimento das terras indígenas Guarani em São Paulo se tornou urgente devido a projetos imobiliários e turísticos e à construção de rodovias em seus territórios. A Terra Indígena Jaraguá foi demarcada em 1987 com apenas 2 hectares, sendo a menor terra indígena do país até então, porém, devido à falta de um estudo antropológico aprofundado, áreas essenciais para agricultura, caça, pesca, coleta, moradia e reprodução física e cultural dos Guarani foram desconsideradas, gerando problemas sociais, de saúde e sustento.
Na década de 1990, a especulação imobiliária aumentou na região noroeste de São Paulo, levando a família Pereira Leite a exigir que os Guarani desocupassem a Tekoá Pyau. Em 1996, uma ação de reintegração de posse foi movida, mas a Polícia Federal interveio após o Ministério Público Federal ser acionado. Um novo processo de demarcação foi iniciado no mesmo ano, buscando expandir o território da Terra Indígena de 2 para 532 hectares, mas o laudo antropológico foi considerado incompleto, resultando na negação do pedido de ampliação da área para os indígenas, sem explicação clara para essa decisão.

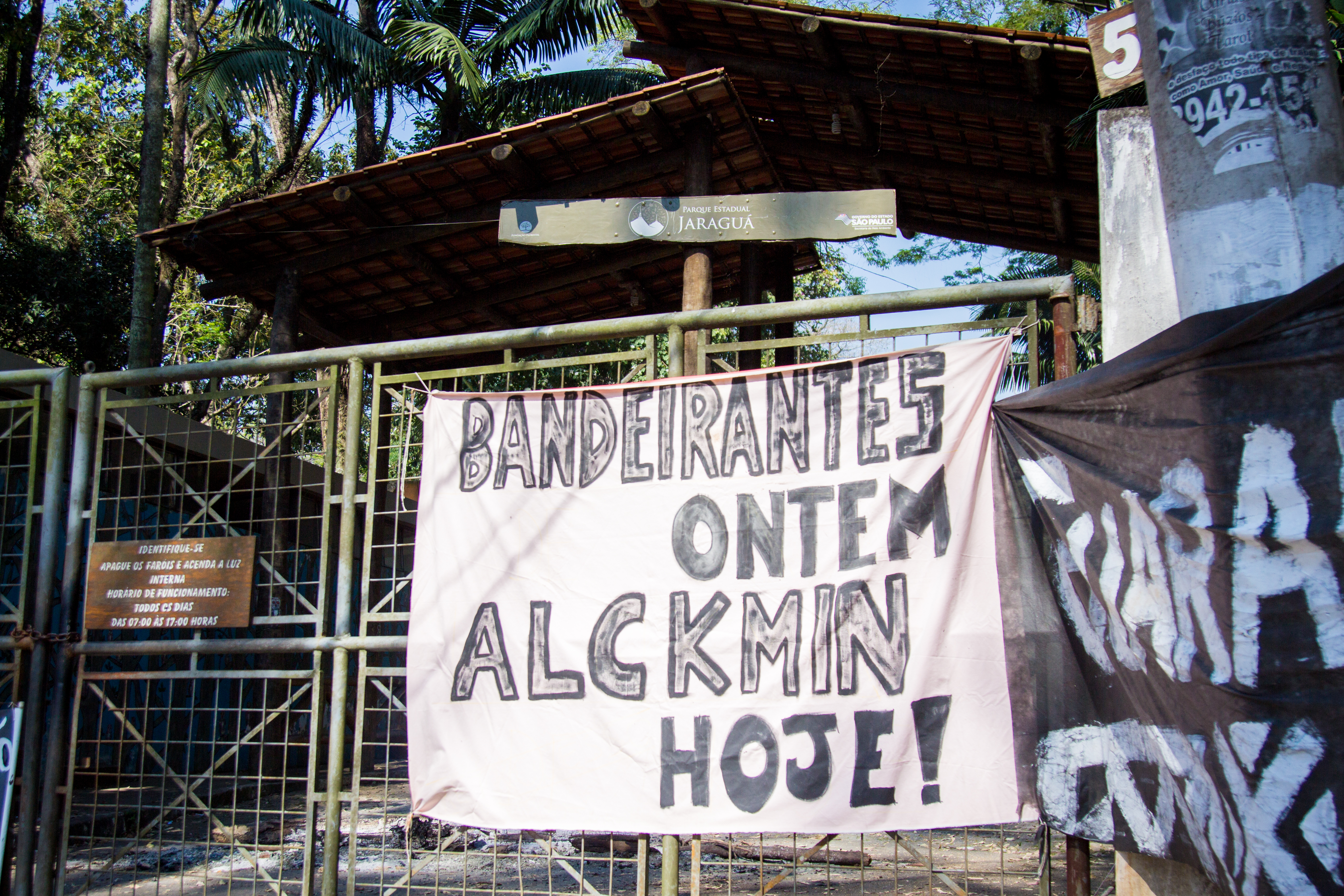
Protesto de indígenas Guarani na Terra Indígena Jaraguá contra o governador de São Paulo, Geraldo Alckmin, em 2017.

O processo de demarcação enfrentou obstáculos na justiça, e a área ocupada pelos Guarani chegou a ser objeto de ação de reintegração de posse. A FUNAI afirmou que os indígenas ocupavam as terras que a Constituição lhes assegura. No dia 29 de maio de 2015, a Portaria nº 581 atendeu uma antiga exigência dos Guarani, que reivindicavam o reconhecimento de uma área mais ampla, de 532 hectares.

Em agosto de 2017, o Ministério da Justiça anulou a Portaria Declaratória que havia declarado a Terra Indígena do Jaraguá com 532 hectares, alegando erro administrativo. Essa medida gerou ampla mobilização dos Guarani e organizações indígenas e indigenistas para suspender a portaria. Após negociações e mobilizações, importantes avanços foram conquistados, como a gestão compartilhada do Parque Estadual do Jaraguá. A Terra Indígena Jaraguá continua declarada com 532 hectares, aguardando a homologação presidencial.